# Nama marshii
Nama marshii är en strävbladig växtart som först beskrevs av Standley, och fick sitt nu gällande namn av Ivan Murray Johnston. Nama marshii ingår i släktet Nama och familjen strävbladiga växter. Inga underarter finns listade i Catalogue of Life.